# Roman Totenberg
Roman Totenberg (1. ledna 1911 Lodž, Polsko – 8. května 2012 Newton, Massachusetts, USA) byl polsko-americký houslista a hudební pedagog. V roce 1923 se stal členem varšavského filharmonického orchestru. V roce 1932 získal ocenění Mendelssohn Scholarship. Byl profesorem na bostonské universitě. Jeho dcery jsou novinářka Nina a politička Amy Totenberg.